# Valeria ragazza poco seria
Valeria ragazza poco seria è un film del 1958, diretto da Guido Malatesta.

## Trama
Mario Renzetti e Nando Moriconi sono due giovanotti della periferia di Roma, che capeggiano due gruppi rivali. Ciascuno dei due approfitta di ogni favorevole occasione per rafforzare il proprio prestigio e fare emergere la propria superiorità. Mentre si festeggia il fidanzamento di Sandro con Valeria, Mario volendo fare un dispetto al rivale, si lascia trascinare ad uno scherzo piuttosto forte: mette un petardo nella torta che viene servita agli invitati, mandando a monte il progettato matrimonio. Valeria  intanto trova lavoro in una lavanderia dove è occupato anche Mario: tra i due è un succedersi di dispetti, ripicche e riconciliazioni; a questo gioco finiscono con l'innamorarsi e decidono di sposarsi. Durante la festa del fidanzamento, tra Mario e Nando si invertono le parti: questa volta è Nando che fa al rivale uno scherzo birbone rapendogli la fidanzata. La situazione si è fatta così tesa che i due decidono di risolverla con una sfida, cioè con una partita di pugilato: il vincitore avrà l'amore di Valeria. Il duello ha momenti drammatici, e la vittoria arride infine a Nando. Rendendosi però conto che Valeria è innamorata di Mario accetta pur avendo vinto, il fatto, consentendo alla ragazza di unirsi al giovane che ama.